# Pako Ayestarán
Francisco Martín Ayestarán Barandiarán, detto Pako (Beasain, 5 febbraio 1963), è un allenatore di calcio ed ex calciatore spagnolo, vice allenatore dell'Aston Villa.

## Carriera
Durante la sua adolescenza, Ayestarán faceva parte delle giovanili del Real Sociedad, ma non è mai stato in grado di mostrare le sue doti. In seguito si è laureato con una laurea in Scienze delle Attività fisiche e sportive, e ha anche guadagnato il Master in High Performance Sport da parte del Comitato Olimpico Spagnolo.
Ha iniziato la sua carriera come assistente allenatore e preparatore atletico di Rafa Benitez al CA Osasuna in seconda divisione spagnola nella stagione 1996-1997, poi con l'Extremadura, con il quale ha ottenuto una promozione nella stagione 1997-1998 e una retrocessione durante la stagione 1998-99. Nella stagione 2000-01 è stato con il Tenerife, con il quale ottiene una promozione, e poi col Valencia dal 2001 al 2004 dove ha vinto due campionati e una Coppa UEFA. Nel 2004 va al Liverpool e vince l'UEFA Champions League, la Supercoppa UEFA, FA Cup e Community Shield.
Nell'estate del 2007, mentre era ancora vice di Rafa Benitez al Liverpool, Javier Gonzalez, candidato alla presidenza della Athletic Bilbao, ha annunciato che se lui avesse vinto le elezioni, Ayestarán sarebbe diventato il direttore sportivo del club, cosa che non è mai successa perché Fernando García Macua vince le elezioni.
Nel mese di settembre, Ayestarán si dimette da vice allenatore del Liverpool, per disaccordi con Benitez, dopo undici anni di rapporto lavorativo. Benitez chiama traditore Ayestarán, accusandolo di avere contatti con altre squadre, dichiarazione smentita da Ayestarán, che ha detto che ha lasciato il suo posto perché Benitez ha dimenticato i suoi principi. Dopo aver lasciato il Liverpool è stato invitato da Avram Grant per unirsi nello staff tecnico al Chelsea, ma Ayestarán rifiuta l'offerta.
Nel gennaio 2008 è stato direttore sportivo del Real Sociedad, ma ha lasciato la carica dopo un paio di settimane a causa di un conflitto con il presidente Inaki Badiola.
Nella stagione 2008-09, il tecnico Quique Sanchez Flores lo chiama al Benfica come preparatore atletico, dove ha vinto la Coppa di Lega in Portogallo.
La stagione seguente è tornato al Valencia come preparatore atletico del tecnico Unai Emery. Dopo aver terminato la stagione Ayestarán ha deciso di non rinnovare il contratto.
Dopo un anno di riposo, è tornato a lavorare con Quique Sanchez Flores, questa volta nell'Al-Ahli della UAE durante la stagione 2011-12. Con la squadra di Dubai ha vinto il campionato e l'Etisalat Emirates Cup.
Nel mese di agosto 2013 ha iniziato la sua carriera come tecnico solo dell'Estudiantes Tecos. Il 4 maggio 2014, ha vinto il suo primo titolo come allenatore quando la sua squadra ha sconfitto ai rigori contro il Correcaminos SVS nella finale della Clausura. L'Estudiantes Tecos ha giocato i play-off contro il Club Universidad de Guadalajara, ma ha perso con un 4-3 complessivo e non è riuscito a conquistare la promozione in Prima Divisione messicana. In seguito, dopo che il franchise è stato trasferito a Zacatecas e la squadra ha cambiato nome in Mineros de Zacatecas, ha deciso di non rimanere con il team spiegando che non intendeva rimanere in Liga de Ascenso.
Il 26 agosto del 2014, Ayestarán è stato nominato nuovo allenatore del Maccabi Tel Aviv a seguito delle dimissioni di Oscar Garcia Junyent, due giorni dopo essere stati eliminati ai play-off di Europa League. García si è dimesso dall'incarico a causa della guerra di Gaza. Ha vinto il suo primo titolo con la squadra sconfiggendo il Maccabi Haifa in Coppa Toto. Il 17 maggio 2015 vince il campionato, e tre giorni dopo ha vinto, sconfiggendo l'Hapoel Be'er Sheva, la Coppa di Israele. Pur avendo tre anni di contratto, Pako ha deciso di lasciare il club. Dopo aver lasciato il Maccabi, è stato contattato dal Liverpool, come assistente di Brendan Rodgers, ma Pako ha detto che era interessato come tecnico.
Il 19 agosto è stato annunciato come il nuovo allenatore del Santos Laguna in sostituzione di Pedro Caixinha, dimessosi giorni prima. Tuttavia, il 21 novembre è stato annunciato che per il Clausura 2016 lascerà il club a causa di scarso rendimento.
Il 13 febbraio 2016 ritorna per la terza volta al Valencia come vice di Gary Neville.
Il 30 marzo viene nominato nuovo allenatore del club spagnolo. Esordisce con una sconfitta contro il Las Palmas, successivamente inizia una striscia di vittorie contro Siviglia, Barcellona ed Eibar nel mese di aprile che hanno segnato la permanenza della squadra dei Che. Il 24 maggio 2016, ha rinnovato con il Valencia fino al 2018.
Dopo quattro sconfitte in quattro partite il 20 settembre 2016, Ayestéran viene esonerato con la squadra all'ultimo posto in classifica con 0 punti.
Il 27 settembre 2017 assume la guida tecnica del Las Palmas. Il 30 novembre 2017 viene esonerato dopo la sconfitta interna per 2-3 contro il Deportivo La Coruña in Copa del Rey.
Il 10 agosto 2020 diventa il nuovo allenatore del Tondela. Il 10 agosto 2020 diventa il nuovo allenatore del Tondela. Nella sua prima stagione, guida il club portoghese alla miglior posizione di sempre in Primeira Liga, lontano dalla zona retrocessione e stabilmente a metà classifica. Nella stagione successiva conduce il Tondela fino alle semifinali della Taça de Portugal per la prima volta nella storia del club, ottenendo una netta vittoria per 3-0 nella semifinale d'andata. Tuttavia, il 15 marzo 2022 viene esonerato prima del ritorno, in cui la squadra accede comunque alla finale grazie a un risultato complessivo di 4-1.
Il 4 novembre 2022 entra nello staff tecnico dell’ Aston Villa come vice di Unai Emery. Contribuisce in modo decisivo alla trasformazione della squadra, che conclude la stagione 2022-2023 al settimo posto in Premier League, qualificandosi alla UEFA Europa Conference League. Nella stagione successiva, il club raggiunge la semifinale della competizione europea, eliminando il Lille ai rigori nei quarti di finale. In campionato, l’Aston Villa termina al quarto posto, qualificandosi alla UEFA Champions League per la prima volta dal 1982-1983. Nella stagione 2024-2025, la squadra raggiunge i quarti di finale di Champions League, venendo eliminata dal Paris Saint-Germain con un complessivo di 5-4. In FA Cup arriva fino in semifinale e conclude il campionato al sesto posto, centrando la qualificazione alla UEFA Europa League.

## Palmarès

### Allenatore

#### Competizioni nazionali e internazionali
- Campionato spagnolo: 2

Valencia: 2001-2002, 2003-2004
- Coppa UEFA: 1

Valencia: 2003-2004
- UEFA Champions League: 1

Liverpool: 2004-2005
- Supercoppa UEFA: 1

Liverpool: 2005
- Coppa d'Inghilterra: 1

Liverpool: 2005-2006
- Community Shield: 1

Liverpool: 2006
- Coppa di Lega portoghese: 1

Benfica: 2008-2009
- UAE Arabian Gulf Cup: 1

Al-Ahli Dubai: 2011-2012
- Liga de Ascenso de México: 1

Estudiantes Tecos: Clausura 2014
- Campionato israeliano: 1

Maccabi Tel Aviv: 2014-2015
- Coppa Toto: 1

Maccabi Tel Aviv: 2014-2015
- Coppa d'Israele: 1

Maccabi Tel Aviv: 2014-2015